# Юнін Олександр Сергійович
Олександр Сергійович Юнін (нар. 11 лютого 1981, Світловодськ, Кіровоградська область, Україна) — український науковець-юрист, професор, полковник поліції, проректор Дніпровського державного університету внутрішніх справ (ДДУВС). Заслужений діяч науки і техніки України (2020). Спеціалізується на адміністративному праві, міжнародній поліцейській діяльності та реформуванні правоохоронних органів.

## Життєпис
Народився 11 лютого 1981 року в місті Світловодськ у родині електромонтера Сергія Юрійовича та інженера Галини Анатоліївни Юніних.
- 2002 — закінчив Запорізький юридичний інститут МВС України за спеціальністю «Правоохоронна діяльність»[2].
- 2004 — здобув ступінь магістра в Національному університеті внутрішніх справ[2].
- 2002–2003 — слідчий Слідчого відділу Світловодського МРВ УМВС України в Кіровоградській області[1].
- 2004–2015 — обіймав керівні посади у вищих навчальних закладах МВС України[2].
- 2015 — призначений заступником директора Навчально-наукового інституту післядипломної освіти ДДУВС[2].
- 2016–2021 — директор Навчально-наукового інституту заочного навчання ДДУВС[5].
- 2021–2024 — перший проректор ДДУВС[5]
- 2024 — призначений проректором ДДУВС з наукової діяльності[2].

## Наукова діяльність

### Дисертації
- 2005 — кандидатська дисертація «Використання досвіду поліцейських органів країн ЄС в організації діяльності органів внутрішніх справ України»[2].
- 2015 — докторська дисертація «Зарубіжний досвід адміністративно-правового регулювання діяльності підрозділів поліції в Україні»[2].

### Наукові досягнення
- Автор понад 100 наукових праць[4], включаючи дослідження з[4]:
  - Адміністративної діяльності правоохоронних органів
  - Міжнародного поліцейського права
  - Протидії корупції та відмиванню коштів
- Керівник понад 30 наукових досліджень[2]
- Підготував 10 кандидатів та 2 докторів юридичних наук[2]
- Заступник голови спеціалізованої вченої ради ДДУВС[2]
- Експерт ОБСЄ з питань фінансової безпеки (з 2019)[2].

## Нагороди
- Заслужений діяч науки і техніки України (Указ № 335 від 21 серпня 2020)[3].

## Особисте життя
Одружений, дружина — Марина Петрівна (юрист), син Артем.